# Вулиця Істоміна (Мелітополь)
Вулиця Істоміна (також Вулиця Адмірала Істоміна) — вулиця в Мелітополі. Починається від проїзду з вулиці Івана Алексєєва, йде парелельно вулиці Леваневського і закінчується петлею, зливаючись з вулицею Леваневського. Складається з приватного сектора.

## Назва
Вулиця названа на честь Володимира Івановича Істоміна (1809-1855) - контр-адмірала російського імператорського флоту, героя оборони Севастополя.

## Історія
Проєкт прорізки та найменування нової вулиці були затверджені 11 вересня 1959 року.